# (4375) Kiyomori
(4375) Kiyomori est un astéroïde de la ceinture principale.

## Description
(4375) Kiyomori est un astéroïde de la ceinture principale. Il fut découvert le 28 février 1987 à Ojima par Tsuneo Niijima et Takeshi Urata. Il présente une orbite caractérisée par un demi-grand axe de 2,29 UA, une excentricité de 0,10 et une inclinaison de 5,9° par rapport à l'écliptique.

## Compléments